# Концертина

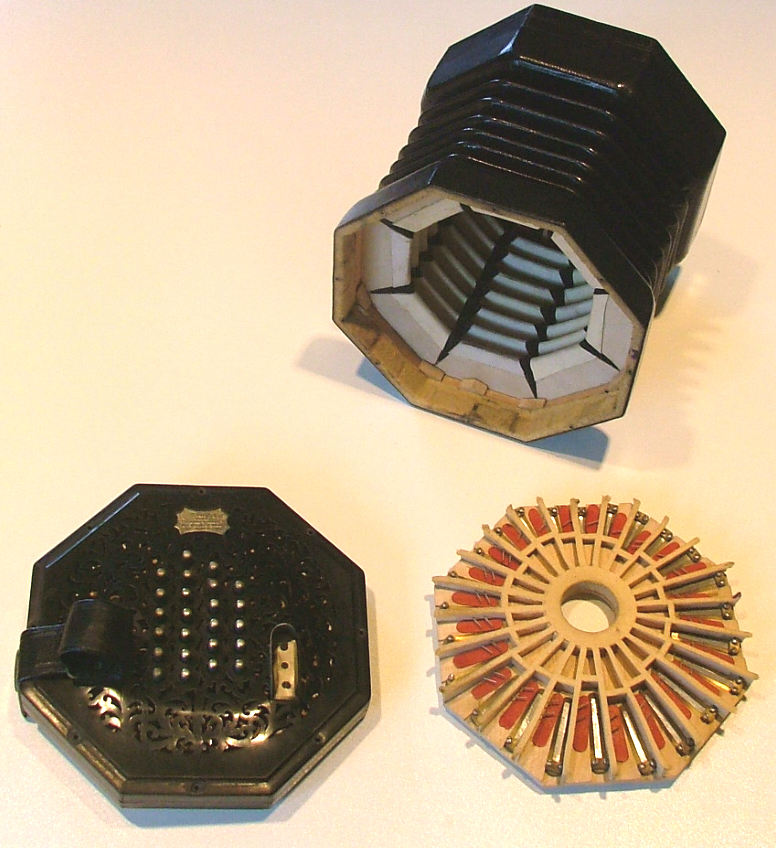

Концертина (англ. concertina) — язычковый пневматический музыкальный инструмент — гармоника с хроматическим звукорядом без готовых аккордов. Изобретена в первой четверти XIX века (патент Чарльза Уитстона, Лондон, 1829). Размер концертины-примы, самого распространённого вида концертины, 150−180 мм (по наибольшей диагонали).

## История
Вместо клавиш с обеих сторон инструмента расположены кнопки на двух деках четырьмя параллельными рядами. Те ноты, которые пишутся на нотных линиях, исполняются на нижней деке левой рукой, те, которые пишутся в промежутках между линиями — на верхней деке правой рукой. Звуки происходят от металлических язычков, называемых вибраторами и приводимых в колебание напором воздуха. В дешёвых инструментах вибраторы бывают медные, в дорогих — стальные. Игра на концертине производится, как и на гармонике, посредством мехов. Концертина имеет полную хроматическую гамму. Объём — 3 ½ октавы (от «соль» малой октавы до «до» четвëртой октавы), но существуют также концертины в 4 октавы и более. Звуки концертины не отличаются силой и полнотой, но чрезвычайно нежны и певучи; в особенности хорошо pianissimo. Концертины бывают разных величин и тембров: скрипичного, альтового, виолончельного и контрабасового. Соединение разнородных концертин составляет своеобразный духовой оркестр.
Некоторые английские учёные, изучающие акустику в начале XIX века, проводили различные эксперименты, которые иногда приводили к появлению новых музыкальных инструментов, таких как концертина.Например, в 1829 году Чарльз Уитстон, запатентовал инструмент под названием «симфониум». Этот инструмент имел кнопки, но был чисто духовым, эти кнопки впоследствии унаследовала маленькая гармошка с мехами, изобретённая им в 1833 году.
Концертина распространена, главным образом, в Англии, где употребляется в народных школах для преподавания пения, в церкви — вместо органа, в струнном оркестре заменяет духовые инструменты.
В 1870-х годах концертина появилась в Санкт-Петербурге на высших педагогических женских курсах в классах хорового пения по инициативе профессора консерватории Г. А. Маренича. В начале 1880-х годов в Петербурге организовался любительский «кружок концертинистов» с бесплатной школой для преподавания игры на концертине. Первый опыт концертинного оркестра сделан в 1889 году концертинистом И. О. Пирожниковым в виленском еврейском учительском институте, он же опубликовал несколько брошюр, пропагандирующих этот инструмент.
В 1900 году на выставке в Париже первый приз получила концертина вятского мастера Ивана Фёдоровича Сунцова, делавшего инструменты по английскому подобию.
На основе концертины германские мастера создали инструмент с очень низким и густым звучанием — бандонеон.

#### Интересные факты
В середине XIX века, началась целая кампания в прессе, высмеивающая любителей англо-немецкой концертины. В газетах стали появлялись карикатуры и  разгромные статьи. И, как следствие, популярность этого инструмента стала падать. И рикошетом это падение ударило и по английской «аристократке». Этот прекрасный, удобный и выразительный  инструмент стал исчезать вообще. Концертина стала инструментом клоунов и куплетистов.
В Советской России в XX веке концертину использовали куплетисты. Однако очень скоро она была признана буржуазным инструментом. Возрождение интереса к концертино произошло после Великой Отечественной войны. В 50-80-х годах концертину использовал Павел Рудаков, участник известного дуэта куплетистов Рудаков и Нечаев. Сегодня концертина известна, разве что благодаря  Валентину Осипову, который виртуозно исполняет классические произведения на этом миниатюрном инструменте, и куплетисту Николаю Бандурину, который учился у П. Рудакова.

## Разновидности
Концертины делятся на 3 основные системы:
- Англо (Anglo) (от англо-немецкой) — полностью диатонический инструмент с разделением на мелодические и басовые кнопки (слева и справа соответственно). Крепится на руках музыканта на запястьях. Инструменты системы англо делятся в свою очередь на:

1. Голландскую (Dutch) — 20-кнопочные инструменты крайне компактного размера.
2. Англо (Anglo) — 30-кнопочные инструменты побольше.

- Английскую (English) — хроматический инструмент со смешанными по обеим сторонам мелодическими и басовыми кнопками. Количество кнопок может разниться в зависимости от производителя инструмента (30, 48, 56). Крепятся на больших пальцах рук музыканта, под мизинец приспособлено специальное углубление.
- Дуэт (Duet) — инструменты этой системы изобретены в 1963 году (запатентованы в 1986 г.) и сочетают преимущества обеих систем концертин. От англо они взяли крепёж на запястьях музыканта и разделение на мелодические и басовые кнопки, а от английской — хроматический звукоряд.